# نهضت ترجمه
نهضت ترجمه در عصر عباسیان در سال ۱۳۶هجری یعنی در زمان خلافت منصور عباسی شروع به فعالیت کرد و تا نیمهٔ اول قرن چهارم به حیات خود ادامه داد. در این نهضت، عالمان و دانشمندان اسلامی شروع به ترجمهٔ آثار مکتوب سایر سرزمین‌ها از جمله ایران و یونان کردند و از ترجمهٔ این آثار در خلافت و پیشرفت خود بهره بردند. در این جنبش علمی، پزشکان، عالمان، منجمان و ادیبان متعددی فعالیت و آثار مختلفی از خود به یادگار گذاشتند. از پیامدهای این نهضت می‌توان به رویارویی و برخورد تمدن اسلامی با سایر تمدن‌ها که منجر به توسعه و پیشرفت این تمدن شد و راه را برای ظهور و درخشش استعدادها و پیشرفت‌های علمی در آیندهٔ این سرزمین فراهم کرد، اشاره کرد.

## زمینه تاریخی
بعد از ظهور اسلام که مراکز علمی متعددی در سراسر قلمرو نوبنیاد اسلامی احداث شد، عالمان و دانشمندان اسلامی توانستند موجبات احیای علوم یونانی را فراهم کنند. از زمان خلفای عباسی به ویژه در زمان مأمون و هارون‌الرشید، جنب و جوش و تکاپوی گسترده‌ای برای رواج کار ترجمه به راه افتاد. در بسیاری از شهرها همچون جندی‌شاپور و بغداد، مراکز ترجمه راه‌اندازی شد که در آن به ترجمهٔ کتب و آثار یونانی به زبان عربی می‌پرداختند.

### حرکت علمی مسلمانان
با ظهور اسلام بر اساس توصیه‌های قرآن و سفارش‌های محمد، اعراب مسلمان به خواندن و نوشتن روی آوردند اما هنوز اتکا بر قوه حافظه و بد دانستن نگارش، مانع از یادگیری نوشتن و ثبت آموخته‌ها می‌شد ولی درنهایت با استقرار خلافت امویان در شام، نزدیکی آنان به رومیان و تسلط بر مدارس علمی نصیبین، حران و انطاکیه به عنوان کانون‌های انتقال علم و فلسفه یونان به جهان اسلام، به تدریج زمینه‌های آغاز حرکت علمی مسلمانان فراهم گردید.

### نهضت ترجمه در عصرعباسیان
انتقال مرکز خلافت از دمشق به بغداد و نزدیکی آن به کانون علمی جندی‌شاپور، حضور وزیران کاردان و مستشاران باکیفیت ایرانی در دربار خلافت اسلامی و همچنین علاقه وافر خلفای عباسی به علم و ادب و فرهنگ‌پروری، حرکت رو به رشد نهضت علمی و فرهنگی جهان اسلام را سرعت بخشید. علاقه و اشتیاق منصور، دومین خلیفه عباسی به کشف معارف جدید، او را متوجه مرزهای خارجی خلافت نمود؛ به همین دلیل با اعزام هیئت‌هایی به دربار امپراطوری روم، از او خواست تا کتاب‌ها و متون قدیمی یونانی را برای وی ارسال کند. خلافت منصور عباسی فرصت مناسبی برای مؤلفان و صاحبان قلم فراهم کرد تا آنچه را که قبلاً اجازهٔ نشر و نگارش نداشتند، اکنون به رشتهٔ تحریر در بیاورند. از طرف دیگر دارالعلم بغداد، فرصتی را برای برگزاری محافل و انجمن‌های علمی و ادبی و همچنین مجالس اندیشه و مجادلات علمی فراهم و فرهیختگان بسیاری را به سوی مرکز خلافت جذب کرد. حضور دانشمندان در دربار خلافت، تلاش‌های بی‌وقفه خاندان برمکیان که از طرفداران سرسخت نهضت علمی به‌شمار می‌رفتند و همچنین توجه مردم به علوم و فنون باعث شتاب گرفتن جریان نهضت ترجمه شد.

## دوره‌ها[۱۲]
محققان به وجود سه دوره در تحول نهضت ترجمه هم‌نظر هستند که در بین این سه دوره، تنها دورهٔ مربوط به مأمون و هارون عباسی به لحاظ درخشندگی علمی دستاوردهای چشمگیری دارد. اکثر افرادی که از ابتدای این نهضت حضور داشتند، تا پایان دورهٔ متوکل به کار خود ادامه دادند و بعد از آن با روی کار آمدن خلفای بعدی، جریان نهضت علمی رو به انحطاط نهاد.

### دوره اول
این دوره که از زمان خلافت منصور آغاز و تا پایان دورهٔ هارون‌الرشید (۱۳۶–۱۹۳ هجری) ادامه دارد، نخستین مراحل نهضت ترجمه را رقم می‌زند. در این دوره ما شاهد حضور چشمگیر پزشکان، ادیبان و منجمان در دربار خلافت اسلامی هستیم که سبب وقوع این حادثه، علاقهٔ خلفا به پزشکی، نجوم، سیاست و قصص می‌باشد. از این‌رو غالب آثاری که در این دوره ترجمه شده‌اند، به علوم پزشکی، نجوم و سیرالملوک (سیاست نامه) پرداخته‌اند.

### دوره دوم
این دوره از سال ۱۹۸ تا سال ۳۰۰ هجری را در بر می‌گیرد که با خلافت مأمون آغاز و با خلافت مقتدر عباسی به پایان می‌رسد. ویژگی مهم این دوره، توجه خلفا به علوم عقلی و مباحث کلامی می‌باشد که با حضور صاحبان اندیشه و متکلمان برجسته، برگزاری مجالس خطابه و مناظره و مباحث علمی، فضای علمی بغداد را تقویت می‌کرد؛ لذا مترجمان به ترجمهٔ کتاب‌های حوزهٔ علوم عقلی از جمله آثار ارسطو توجه بیشتری نشان می‌دادند.

### دوره سوم
این دوره در بین سال‌های ۳۰۰هجری تا نیمه اول قرن چهارم جریان دارد. بی‌توجهی خلفا به علوم، ضعف دستگاه خلافت اسلامی و رقابت نخبگان سیاسی باعث شد که این دوره به عنوان عصر افول نهضت علمی مسلمانان شناخته شود. کم‌رنگ شدن نقش فرهنگی مؤسسه علمی بیت‌الحکمه و مهاجرت علما و دانشمندان به نقاط دیگر به ضعف بیشتر این دوره دامن زد. در عصر افول، بیشتر کوشش مترجمان به شرح و تفسیر آثار کهن یا تصحیح ترجمه‌های پیشین گذشت؛ در واقع ویژگی مهم این دوره، ترجمهٔ آثار فکری و فرهنگی و مجموعه‌های ادبی و شعری سایر سرزمین‌ها می‌باشد.

## مترجمان برجسته
نخستین گام‌های نهضت ترجمه در عصر خلافت عباسی، از زمان منصور آغاز شد و تا وفات هارون الرشید ادامه داشت. از ویژگی‌های این عصر می‌توان به حضور پزشکان، منجمان و برخی ادیبان در خلافت عصر عباسی اشاره کرد.

### عبدالله بن مقفع (روزبه)
ترجمهٔ کتاب‌های منطق ارسطو که به ابن مقفع نسبت داده شده و تسلط او بر زبان پهلوی و کارآمدی وی در امر ترجمه به زبان عربی، نشان از مهارت‌ها و توانایی‌های او دارد. کتاب «کلیله و دمنه» از مشهورترین کتاب‌های هندی به زبان سانسکریت و از برجسته‌ترین آثار ادبی این عصر، در آغاز عصر نهضت علمی توسط ابن مقفع از زبان پهلوی به زبان عربی ترجمه شد. از دیگر آثار این مترجم می‌توان به ترجمهٔ «خدای نامه» که شرح حالی بر شاهان ایرانی است اشاره کرد که وی آن را از زبان پهلوی به عربی ترجمه کرد و «سیر ملوک العجم» نام گرفت.

### جورجیس بن بختیشوع
وی رئیس بیمارستان و دارالعلم بزرگ جندی‌شاپور، پزشک و مترجم دربار منصور عباسی بود. حضور وی و نوادگانش در دربار خلافت عباسی، مقدمات نخستین مراحل نهضت ترجمه و تکوین و تکامل علم پزشکی را فراهم کرد؛ زیرا او اولین کسی است که آثار پزشکی یونانی را به سریانی ترجمه کرد.

### ابویعقوب بن اسحاق کندی[۱۸]
ملقب به فیلسوف عرب؛ وی از مشهورترین دانشمندان و سرآمدان عصر عباسی است که بیشتر حیات خود را در دورهٔ نهضت ترجمه گذراند. او در پزشکی، شیمی، فلسفه، تاریخ و جغرافیا از مهارت و تسلط کافی بر متون یونانی، فارسی و هندی برخوردار بود.

### خاندان نوبخت[۱۹]
در پی علاقهٔ منصور به طالع‌بینی و پیشگویی، خاندان نوبخت از نام آوران علم نجوم به دربار خلافت راه یافتند و در زمان کوتاهی نوبخت منجم و پسرش ابوسهل از جایگاه خوبی در دربار برخوردار شدند. خاندان نوبختی همچون دیگر خاندان‌های ایرانی در نهضت ترجمه خدمات قابل توجهی ارائه کردند و کتب بسیاری در باب نجوم و احکام از فارسی به عربی ترجمه نمودند.

## روش‌های ترجمه کتاب
دانشمندان نهضت ترجمه در برگردان آثار کهن به زبان عربی یا سریانی از روش‌های مختلفی استفاده می‌کردند.

###### لغت به لغت
در این روش که متن به صورت کلمه به کلمه ترجمه می‌شود، مترجم می‌بایست به هر دو زبان، هم به زبان متنی که قرار است ترجمه شود و هم زبانی که قرار است به آن برگردانده شود، مسلط باشد.

#### اصلاح ترجمه
مترجمان در ترجمه و اصلاح منابع کهن، با مشکلاتی مواجه می‌شده‌اند؛ به عنوان مثال جا افتادگی یا ناخوانا بودن کلمات برخی از مصححان را ناگزیر می‌کرد تا از کلمهٔ معادل آن استفاده و آن را جایگزین کنند که انجام این نوعِ روش به علم، مهارت و تخصص کافی نیاز داشت.

#### تلخیص و مختصر نمودن
گاهی متون قدیمی با توجه به چگونگی محتوایشان خلاصه می‌شدند.

### تألیف
گاهی مترجمان در کنار کار ترجمه، برای فهم بیشتر مطالب به شرح و تفسیر موضوع نیز می‌پرداختند.

## نتایج و پیامدهای نهضت ترجمه
1. رویارویی و ادغام تمدن اسلامی با تمدن‌های ایرانی، سریانی، یونانی، هندی و مصری منجر به توسعه تمدن اسلامی شد. به دنبال فتوحات موفقیت‌آمیز مسلمانان در خارج از مرزهای شبه جزیره عرب، فرهنگ اسلامی با تمدن‌های کهن آمیخته و بسیاری از میراث علمی آنان به جامعه اسلامی منتقل شد.
2. ظهور استعدادها و دستاوردهای بزرگ علمی که خود را در عرصهٔ علم بشریت نشان داد.
3. برخورد مسلمانان با علوم بیگانه و روی آوردن به امر ترجمه باعث شد ایمان سادهٔ مسلمانان با تعبد و تقلید توامان گردد.
4. آغاز عصر تفسیر قرآن و جدایی آن از علم حدیث که باعث شد علم تفسیر در این دوره تحول پیدا کند.

## برای مطالعهٔ بیشتر
- تاریخ اسلام کمبریج، پژوهش دانشگاه کمبریج، زیرنظر پی ام، هولت، آن.ک. س لمتون، ترجمه احمد آرام، تهران: امیرکبیر، ۱۳۷۸.
- عبدالحسین زرین کوب، تاریخ ایران بعد از اسلام، تهران: امیرکبیر، ۱۳۷۳.
- ذبیح‌الله صفا، تاریخ علوم عقلی در تمدن اسلامی تا اواسط قرن پنجم، تهران: انتشارات دانشگاه تهران، ۱۳۴۶.
- علی اصغر حلبی، تاریخ تمدن اسلام بررسی‌هایی چند در فرهنگ و تمدن اسلامی، تهران: چاپ و نشر بنیاد، ۱۳۶۵.
- گوستاو لوبون، تاریخ تمدن اسلام و عرب، ترجمه هاشم حسینی، تهران: کتابفروشی اسلامیه، ۱۳۵۸.
- رشید جمیلی، نهضت ترجمه در شرق جهان اسلام در قرن سوم وچهارم هجری، ترجمه صادق آیینه‌وند، تهران: سمت، ۱۳۸۵.
- جرجی زیدان، تاریخ تمدن اسلامی، ترجمه علی جواهر کلام، تهران: امیرکبیر، ۱۳۶۵.
- علی سامی، نقش ایرانیان در فرهنگ و تمدن اسلامی، تهران: نشر نوید، ۱۳۶۵.
- سر توماس آرنولد و آلفرد گیوم، میراث اسلام، ترجمه مطفی علم، تهران: نشر کتابخانه ابن سینا، ۱۳۲۵.
- محقق. م، نهضت ترجمه و نشر علوم بیگانگان در زمان امام رضا (ع) و پیامدهای آن، فصلنامه ترجمه، ۱۳۶۵.
- گوتاس. دیمیتری، تفکر یونانی، فرهنگ عربی، نهضت ترجمه کتابهای یونانی به عربی در بغداد و جامعهٔ آغازین عباسی (قرنهای دوم تا چهارم/ هشتم تا دهم)، ترجمه محمد سعید حنایی کاشانی، تهران: مرکز نشر دانشگاهی، ۱۳۸۱.
- زرگری‌نژاد، غلامحسین، تاریخ تحلیلی اسلام: از بعثت تا غیبت، تهران: سمت، ۱۳۸۶.
- کاظم مکی. محمد، تمدن اسلامی در عصر عباسیان، مترجم محمد سپهری، تهران: سمت، ۱۳۸۳.
- برنال. جان، علم در تاریخ، ترجمه:حسین اسدپور پیرانفر، کامران فانی، تهران: امیرکبیر، ۱۳۸۰.
- اولیری. دلیسی،انتقال علوم یونانی به عالم اسلامی، ترجمهٔ احمد آرام، تهران:مرکز نشر دانشگاهی، ۱۳۷۴.
- مدکور. ابراهیم، نهضت ترجمه در جهان اسلام، مجموعه مقالات نشر دانش ۳ دربارهٔ ترجمه، زیر نظر نصرالله پور جوادی، تهران: مرکز نشر دانشگاهی، ۱۳۷۴.
- رمضان رضائی، بیت‌الحکمه و نهضت ترجمه در عصر عباسی، پژوهش نامه تاریخ، پیاپی۲۳، تابستان۱۳۹۰.
- مرتضی عبدی چاری، نقش ترجمه و الزامات آن در تحقق تمدن نوین اسلامی، مجله مدیریت دانش اسلامی، سال پنجم شماره۱، پیاپی۹، بهار و تابستان ۱۴۰۲.
- احمد هاشمی، نهضت ترجمه، تهران: کتاب مرجع، ۱۳۹۳.